# Viktors Hatuļevs
Viktors Hatuļevs ou Viktor Khatoulev (en russe : Виктор Хатулев) (né le 17 février 1955 à Riga en République socialiste soviétique de Lettonie – mort le 7 octobre 1994 à Riga en Lettonie) est un joueur letton de hockey sur glace. Il évolua en tant que défenseur et ailier gauche sous les couleurs du Dinamo Riga dans le championnat d’URSS de hockey sur glace. Il est le premier joueur soviétique repêché dans la Ligue nationale de hockey (LNH) mais n’a jamais eu l’opportunité de jouer en Amérique du Nord puisque les joueurs soviétiques n’étaient pas autorisés à jouer pour des équipes étrangères.

## Carrière de joueur
Durant les années 70, Hatuļevs joua pour le Dinamo Riga. Le club, sous l’impulsion de Viktor Tikhonov, fut propulsé dans la cour des grands et joua à armes égales face à des équipes en provenance de Moscou.
Hatuļevs a joué dans le premier championnat du monde juniors à Leningrad et le deuxième championnat du monde junior à Winnipeg et à Brandon, dans le Manitoba, au Canada. Il est deuxième au classement des meilleurs buteurs en 1974, et est le meilleur ailier au classement des meilleurs joueurs en 1975. Ces deux tournois non officiels ont ouvert la voie pour les premiers championnats du monde juniors de 1977.
À l’âge de 20 ans, Hatuļevs est le premier joueur soviétique né et formé en URSS à être repêché par une équipe de la LNH. Les Flyers de Philadelphie ont fait ce choix historique au repêchage de 1975 au neuvième tour (160e choix), même s'il n’y avait aucune chance qu’il vienne. Hatuļevs a également été sélectionné par les Crusaders de Cleveland au neuvième tour (116e choix), au repêchage 1975 de l’AMH.
Au lieu d’être autorisés à jouer en Amérique du Nord, il a été suspendu par les autorités du hockey soviétique pendant cinq ans à la suite d'un combat en 1975. Même si la suspension a ensuite été levée, il n’était pas toutefois autorisé à quitter l’URSS.
Des rumeurs laissent à penser que la véritable raison de sa suspension est son repêchage par les Nord-Américains, et que les autorités soviétiques se devaient d’empêcher d’autres joueurs de vouloir jouer dans des pays situés de l’autre côté du rideau de fer tout en dissuadant les équipes nord-américaines d’obtenir des joueurs soviétiques.
Hatuļevs, quant à lui, a appris son repêchage de 1975 seulement en 1978 lors de son retour sur la glace, à la suite de la levée de sa suspension. Il a également joué 6 matchs pour l’équipe d’URSS en 1977-1978 lors du trophée Izvestia à Moscou.
Il a refusé une offre d’aller à Moscou pour jouer au sein du club de hockey de l’Armée rouge, préférant rester dans son pays natal, la Lettonie. Il convient de mentionner qu’à l’époque soviétique, la plupart des meilleurs joueurs ont été transférés au club de hockey de l’Armée Rouge, et le refus d’un tel transfert entrainait une sanction.
En 1979 Hatuļevs est suspendu après avoir accidentellement frappé l’arbitre qui tentait d’intervenir lors d’une bagarre face à Vladimir Vikoulov. Deux ans plus tard, Hatuļevs est cette fois interdit à vie de la Ligue de hockey soviétique, pour son jeu rude et son comportement hors-glace non exemplaire.

## Divers
Après son bannissement à vie de la Ligue de hockey soviétique, en 1981, Hatuļevs est devenu chauffeur de taxi. Il a ensuite travaillé dans un entrepôt et a lutté contre son alcoolisme. Il a également fait de la prison pour trafic de drogue au cours de sa carrière de joueur.
Hatuļevs a été retrouvé mort dans la rue, dans des circonstances mystérieuses à l’âge de 39 ans, le 7 octobre 1994.

## Statistiques

### En club
| Saison     | Équipe      | Ligue      |     | Saison régulière | Saison régulière | Saison régulière | Saison régulière | Saison régulière |   | Séries éliminatoires | Séries éliminatoires | Séries éliminatoires | Séries éliminatoires | Séries éliminatoires |
| Saison     | Équipe      | Ligue      | PJ  | B                | A                | Pts              | Pun              | PJ               | B | A                    | Pts                  | Pun                  |                      |                      |
| 1973-1974  | Dinamo Riga | URSS       | 18  | 7                | -                | -                | -                | -                | - | -                    | -                    | -                    |                      |                      |
| 1974-1975  | Dinamo Riga | URSS       | 16  | 2                | -                | -                | -                | -                | - | -                    | -                    | -                    |                      |                      |
| 1975-1976  | Dinamo Riga | URSS       | 27  | 6                | 5                | 11               | -                | -                | - | -                    | -                    | -                    |                      |                      |
| 1976-1977  | Dinamo Riga | URSS       | 32  | 4                | 4                | 8                | -                | -                | - | -                    | -                    | -                    |                      |                      |
| 1977-1978  | Dinamo Riga | URSS       | 29  | 7                | 12               | 19               | -                | -                | - | -                    | -                    | -                    |                      |                      |
| 1978-1979  | Dinamo Riga | URSS       | 34  | 8                | 12               | 20               | 48               | -                | - | -                    | -                    | -                    |                      |                      |
| 1979-1980  | Dinamo Riga | URSS       | 19  | 4                | 6                | 10               | 12               | -                | - | -                    | -                    | -                    |                      |                      |
| 1980-1981  | Dinamo Riga | URSS       | 24  | 4                | 3                | 7                | 24               | -                | - | -                    | -                    | -                    |                      |                      |
| Totaux VHL | Totaux VHL  | Totaux VHL | 199 | 42               | 42               | 84               | 84               |                  |   |                      |                      |                      |                      |                      |

### En équipe nationale
| Année | Équipe | Compétition                 |   | PJ | B | A  | Pts | Pun               |  | Résultats |
| 1974  | URSS   | Championnat du monde junior | 4 | 3  | 6 | 9  | 2   | Médaille d’or     |  |           |
| 1974  | URSS   | Championnat d’Europe junior | 5 | 6  | 6 | 12 | 2   | Médaille d’argent |  |           |
| 1975  | URSS   | Championnat du monde junior | 5 | 4  | 1 | 5  | -   | Médaille d’or     |  |           |